# Yusuf Demir
Yusuf Demir, né le 2 juin 2003 à Vienne en Autriche, est un footballeur international autrichien qui évolue au poste d'ailier droit au Galatasaray SK.

## Biographie

### En club
Né à Vienne en Autriche, Yusuf Demir commence le football au First Vienna FC, avant de rejoindre un autre club de la capitale, le Rapid Vienne, où il réalise une grande partie de sa formation. Souvent surclassé en équipes de jeunes, jouant notamment en U17 dès ses 15 ans et avec l'équipe réserve à tout juste 17 ans, il est rapidement considéré comme le plus grand espoir du Rapid Vienne et est comparé à Lionel Messi pour son style de jeu.
Le 26 mai 2019, Yusuf Demir signe son premier contrat professionnel, à seulement 15 ans. Le 14 décembre 2019, il fait sa première apparition en professionnel, lors d'une rencontre de championnat face à l'Admira Wacker. Le Rapid s'impose sur le score de trois buts à zéro ce jour-là. Le 30 août 2020, il inscrit son premier but en professionnel, face au TSV St. Johann en coupe d'Autriche, participant ainsi à la large victoire des siens (5-0).
Le 15 septembre 2020, il joue son premier match de Ligue des champions, face au KAA La Gantoise. Il entre en jeu en cours de partie ce jour-là, et marque son premier but dans la compétition. Cela ne suffit toutefois pas pour son équipe, qui s'incline (2-1).
Depuis juillet 2021, il joue avec l'équipe réserve du FC Barcelone, prêté avec option d'achat par le Rapid Vienne.
Le 21 août 2021, il débute en match officiel avec l'équipe première du FC Barcelone face à l'Athletic Bilbao lors de la deuxième journée du championnat d'Espagne.
En janvier 2022, il retourne au Rapid de Vienne.
Le 8 septembre 2022, Yusuf Demir rejoint la Turquie afin de s'engager en faveur du Galatasaray SK. Il signe un contrat courant jusqu'en juin 2026.
Lors de cette saison 2022-2023, Yusuf Demir est sacré champion de Turquie, le club remportant le 23e titre
de son histoire,.
Le 16 aout 2023, il est prêté une saison au FC Bâle.

### En sélection

#### En jeunes
Avec les moins de 15 ans, il s'illustre en inscrivant dix buts en seulement huit matchs. Il est notamment l'auteur d'un quadruplé face au Liechtenstein puis d'un doublé face à la Norvège.
Avec les moins de 17 ans, il se met de nouveau en évidence en inscrivant un total de neuf buts. En octobre 2018, il est l'auteur d'un doublé face à Malte, lors des éliminatoires du championnat d'Europe des moins de 17 ans 2019.
Le 18 mai 2022, Demir est retenu avec l'équipe d'Autriche des moins de 19 ans pour participer au championnat d'Europe des moins de 19 ans en 2022.
Le 4 septembre 2020, Yusuf Demir joue son premier match avec l'équipe d'Autriche espoirs face à l'équipe d'Albanie, lors des éliminatoires de l'Euro espoirs 2021. Il entre en jeu à la place de Romano Schmid, et son équipe s'incline par cinq buts à un ce jour-là.
Demir inscrit son premier but avec les espoirs le 8 juin 2021 face à l'Estonie. Titulaire, il délivre une passe décisive pour Romano Schmid sur l'ouverture du score en plus de son but, et permet aux siens de l'emporter par deux buts à zéro.

#### Avec les A
En mars 2021, il est appelé pour la première fois avec l'équipe nationale d'Autriche, par le sélectionneur Franco Foda. Il honore sa première sélection le 28 mars 2021 contre les îles Féroé. Il entre en jeu à la place de Louis Schaub lors de cette rencontre remportée par son équipe sur le score de trois buts à un.

## Vie personnelle
Né en Autriche, Yusuf Demir possède des origines turques, sa famille étant originaire de Trabzon.

## Statistiques
| Saison                | Club                  | Championnat           | Championnat | Championnat | Championnat | Coupe(s) nationale(s) | Coupe(s) nationale(s) | Coupe(s) nationale(s) | Supercoupe | Supercoupe | Supercoupe | Compétition(s) continentale(s) | Compétition(s) continentale(s) | Compétition(s) continentale(s) | Compétition(s) continentale(s) | Total | Total | Total |
| Saison                | Club                  | Division              | M.          | B.          | P.d.        | M.                    | B.                    | P.d.                  | M.         | B.         | P.d.       | Comp.                          | M.                             | B.                             | P.d.                           | M.    | B.    | P.d.  |
| 2019-2020             | Rapid Vienne          | Bundesliga            | 6           | 0           | 1           | -                     | -                     | -                     | -          | -          | -          | -                              | -                              | -                              | -                              | 6     | 0     | 1     |
| 2020-2021             | Rapid Vienne          | Bundesliga            | 26          | 6           | 3           | 2                     | 1                     | 0                     | -          | -          | -          | C1+C3                          | 1+4                            | 1+1                            | 0+0                            | 33    | 9     | 3     |
| Sous-total            | Sous-total            | Sous-total            | 32          | 6           | 4           | 2                     | 1                     | 0                     | -          | -          | -          | -                              | 5                              | 2                              | 0                              | 39    | 9     | 4     |
| 2021-2022             | FC Barcelone (prêt)   | Liga                  | 6           | 0           | 0           | -                     | -                     | -                     | -          | -          | -          | C1                             | 3                              | 0                              | 0                              | 9     | 0     | 0     |
| Total sur la carrière | Total sur la carrière | Total sur la carrière | 38          | 6           | 4           | 2                     | 1                     | 0                     | -          | -          | -          | -                              | 8                              | 2                              | 0                              | 48    | 9     | 4     |

## Palmarès
Galatasaray SK
- Championnat de Turquie (1) :
  - Champion : 2022-2023.